# لارنس مارتین (روزنامه‌نگار)
لارنس مارتین (انگلیسی: Lawrence Martin؛ زادهٔ ۱ ژانویهٔ ۱۹۴۸) روزنامه‌نگار، و زندگی‌نامه‌نویس اهل کانادا است.
لارنس مایکل مارتین نویسنده و روزنامه‌نگار کانادایی است. وی در ۲۶ ژوئیه ۱۹۴۷ در ادینبورگ اسکاتلند متولد شد و در همیلتون ، انتاریک بزرگ شد و دارای مدرک دانشگاهی از دانشگاه مک مستر و هاروارد است. وی تاکنون ده کتاب، از جمله شش کتاب پرفروش ملی منتشر کرده‌است. وی به مدت ۳۰ سال در The Globe and Mail مشغول به کار بوده‌است و به عنوان رئیس دفتر در مونترال، واشینگتن و مسکو فعالیت می‌کرد.
مارتین که فعالیت روزنامه‌نگاری خود را به عنوان سردبیر McMaster Silhouette آغاز کرد، همچنین گزارشگر تماشاگر همیلتون و ستون نویس برای Southam News بود. او برای پانزده سال گذشته یک ستون روابط عمومی مکتوب برای The Globe و Mail دارد. وی در حال حاضر به عنوان مقاله‌نویس مقاله در واشینگتن خدمت می‌کند، جایی که، برای ستون نویسندگی خود در سال ۲۰۱۷، نامزد دریافت جایزه روزنامه ملی شد.